# Світанівська сільська рада
Світа́нівська сільська́ ра́да — орган місцевого самоврядування в Корецькому районі Рівненської області. Адміністративний центр — село Світанок.

## Загальні відомості
- Світанівська сільська рада утворена в 1947 році.
- Територія ради: 28,73 км²
- Населення ради: 1 065 осіб (станом на 2001 рік)

## Населені пункти
Сільській раді підпорядковані населені пункти:
- с. Світанок
- с. Бокшин
- с. Бранів

## Склад ради
Рада складається з 12 депутатів та голови.
- Голова ради: Бура Алла Ігнатівна
- Секретар ради: Федорук Галина Георгіївна

### Керівний склад попередніх скликань
| Прізвище, ім'я, по батькові | Основні відомості                                                 | Дата обрання | Дата звільнення |
| --------------------------- | ----------------------------------------------------------------- | ------------ | --------------- |
| Бура Алла Ігнатівна         | Сільський голова, 1962 року народження, освіта вища, позапартійна | 26.03.2006   | 31.10.2010      |
| Бура Алла Ігнатівна         | Сільський голова, 1962 року народження, освіта вища, позапартійна | 31.10.2010   |                 |

Примітка: таблиця складена за даними сайту Верховної Ради України